# Mateusz Morawiecki
Mateusz Jakub Morawiecki uitspraakⓘ (Wrocław, 20 juni 1968) is een Pools bankier en politicus. Hij was tussen 11 december 2017 en 11 december 2023 premier van Polen. Daarnaast was hij ook minister van Ontwikkeling en minister van Financiën.

## Biografie
Morawiecki werd geboren in Wrocław als zoon van de dissident en natuurkundige Kornel Morawiecki, die in de jaren 1982-1992 leider was van de ondergrondse beweging Strijdende Solidariteit (Solidarność Walcząca) en later herhaaldelijk aan de presidentsverkiezingen heeft deelgenomen. In de jaren tachtig werd de jonge Morawiecki ook zelf actief in het ondergrondse verzet en werd hij, mede vanwege de activiteit van zijn vader, veelvuldig gearresteerd. Na de middelbare school studeerde hij van 1987 tot 1992 geschiedenis aan de Universiteit van Wrocław. In 1995 behaalde hij het diploma van Master of Business Administration aan de Economische Universiteit van Wrocław. Daarnaast volgde hij postdoctorale opleidingen aan de universiteiten van Hamburg en Bazel, alsmede aan de Northwestern-universiteit in de Verenigde Staten. 
Na zijn studie maakte Morawiecki carrière in de zakenwereld, aanvankelijk bij diverse uitgeverijen en consultancybedrijven. In 1998 ging hij bij de Bank Zachodni werken, aanvankelijk als adviseur van de bestuursvoorzitter, later als directeur. Na de fusie van deze bank en de Kredietbank voor Groot-Polen (Wielkopolski Bank Kredytowy) werd hij bestuurslid van de nieuwe Bank Zachodni WBK. In mei 2007 werd hij bestuursvoorzitter en onder zijn leiderschap groeide het bedrijf uit tot een van de drie grootste banken van Polen. In de late jaren negentig nam Morawiecki deel aan de voorbereidingen van de Poolse toetreding tot de Europese Unie. 

### Politieke carrière

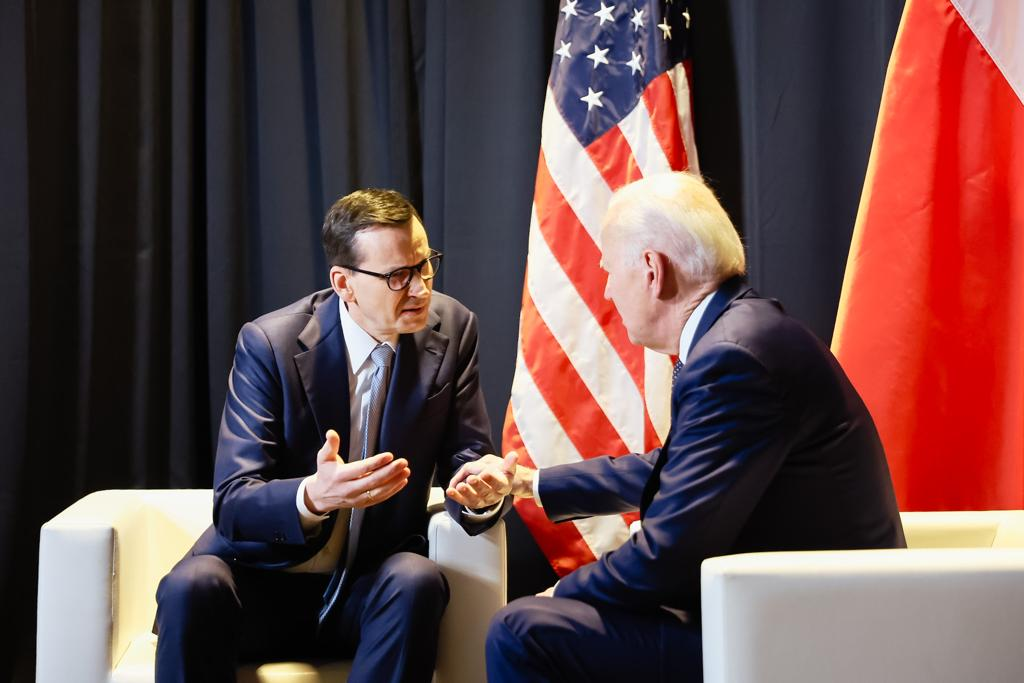
Mateusz Morawiecki en president Joe Biden 2023.

Naast zijn werk in het bankwezen was Morawiecki in de jaren 1998-2002 namens Verkiezingsactie Solidariteit lid van het provinciale parlement van Neder-Silezië. In 2010 werd hij adviseur van de toenmalige Poolse premier Donald Tusk. 
Na de verkiezingsoverwinning van de rechts-conservatieve partij Recht en Rechtvaardigheid (Prawo i Sprawiedliwość, PiS) werd Morawiecki op 16 november 2015 vicepremier en minister van Ontwikkeling binnen de nieuwe regering van Beata Szydło. Een week daarvoor had hij zijn functie als bestuursvoorzitter van de Bank Zachodni WBK opgegeven, al bleef hij wel aandeelhouder van deze bank. Hoewel Morawiecki als partijloos minister tot de regering was toegetreden, sloot hij zich in maart 2016 bij de PiS. Op 28 september 2016 kreeg Morawiecki de portefeuille van minister van Financiën erbij.
In de tweede helft van 2017 werd er veel gespeculeerd over mogelijke wisselingen binnen de regering, waarbij zowel PiS-leider Jarosław Kaczyński als Mateusz Morawiecki genoemd werd als mogelijke opvolger van premier Szydło. Op 7 december droeg de PiS-leiding Morawiecki voor als nieuwe premier en een dag later diende Szydło haar ontslag in. In het eerste interview dat hij na deze voordracht gaf, zei Morawiecki zich onder meer te willen gaan inspannen voor de "Herkerstening van Europa".
Op 11 december werd Morawiecki door president Andrzej Duda beëdigd als nieuwe premier van Polen. Deze functie bleef hij combineren met die van minister van Ontwikkeling en minister van Financiën. Beata Szydło nam zijn functie als vicepremier over, maar verder bleef de regering qua samenstelling ongewijzigd.

### Privé
Morawiecki is gehuwd en heeft vier kinderen.

## Beleid
Morawiecki zette als premier het beleid van zijn voorgangers verder. Dat stond in het teken van voortdurende conflicten met de Europese Unie, waarvan Polen geen bemoeienis accepteert met wat het ziet als zijn binnenlandse zaken. Morawiecki ging verder met de omstreden hervorming van de rechterlijke macht, loodste een wet door de Sejm die de Poolse grondwet boven Europese regels stelt en voerde een eigen vreemdelingenbeleid. 
In 2021, toen Wit-Rusland probeerde grote groepen immigranten uit vooral Azië over de Poolse grens de Europese Unie in te loodsen, stuurde Morawiecki het leger naar de grens en weigerde de ambtenaren van Frontex toe te laten. Elke hulp van de Europese Unie werd afgewezen, maar bijstand door het uitgetreden Verenigd Koninkrijk was welkom. Ook bij de Oorlog in Oekraïne van 2022 voerde Morawiecki zijn eigen politiek. Zijn regering liet honderdduizenden Oekraïense vluchtelingen toe, die vervolgens waren aangewezen op hulp van particuliere organisaties. Opnieuw werd steun uit Brussel afgewezen.
- Gemeinsame Normdatei: 1148063897
- International Standard Name Identifier: 0000 0001 1694 2594
- Library of Congress Control Number: no2007087474
- Nationale Bibliotheek van Tsjechië: jo2018997161
- Virtual International Authority File: 102044199
- WorldCat: E39PBJxWVCJfmWgbYdb8RWqPcP